# روز جهانی جنگل
روز جهانی جنگل‌ها در ۲۱ مارس به تصویب مجمع عمومی سازمان ملل متحد در ۲۸ نوامبر ۲۰۱۲ رسید. هر ساله، رویدادهای مختلفی به منظور جشن گرفتن و افزایش آگاهی دربارهٔ اهمیت انواع جنگل‌ها و درختان خارج از جنگل‌ها برای نفع نسل‌های کنونی و آینده برگزار می‌شود.کشورها تشویق می‌شوند تا تلاش‌هایی برای سازماندهی فعالیت‌های محلی، ملی و بین‌المللی مرتبط با جنگل‌ها و درختان، مانند کمپین‌های کاشت درخت، در روز جهانی جنگل‌ها انجام دهند. دبیرخانه مجمع جهانی جنگل‌ها، با همکاری سازمان خواربار و کشاورزی، اجرای چنین رویدادهایی را در همکاری با دولت‌ها، شراکت در فعالیت‌های مرتبط با جنگل‌ها و سازمان‌های بین‌المللی، منطقه‌ای و زیر منطقه‌ای تسهیل می‌کند. روز جهانی جنگل‌ها برای اولین بار در ۲۱ مارس ۲۰۱۳ برگزار شد.

## پس زمینه
هر سال بیش از ۱۳ میلیون هکتار (۳۲ میلیون جریب) جنگل از بین می‌رود، که مساحتی تقریباً به اندازه انگلستان است. با از بین رفتن جنگل‌ها، گونه‌های گیاهی و جانوری که در آن‌ها زندگی می‌کنند – ۸۰٪ از تمام تنوع زیستی زمینی، نیز از بین می‌روند. مهم‌تر از همه، جنگل‌ها نقش حیاتی در تغییرات اقلیمی ایفا می‌کنند: جنگل‌زدایی منجر به ۱۲–۱۸ درصد از انتشار کربن در جهان می‌شود – که تقریباً برابر با تمام دی‌اکسید کربن ناشی از بخش حمل و نقل جهانی است. به‌طور مساوی، جنگل‌های سالم یکی از اصلی‌ترین «مخزن‌های کربن» جهان هستند.
امروز، جنگل‌ها بیش از ۳۰٪ از زمین‌های جهان را پوشش می‌دهند و بیش از ۶۰٬۰۰۰ گونه درخت را در خود جای داده‌اند که بسیاری از آن‌ها هنوز شناسایی نشده‌اند.جنگل‌ها غذا، الیاف، آب و دارو را برای حدود ۱٫۶ میلیارد نفر از فقیرترین مردم جهان، از جمله مردم بومی با فرهنگ‌های منحصر به فرد، فراهم می‌کنند.

## تاریخچه
در نوامبر ۱۹۷۱، «کشورهای عضو» در شانزدهمین جلسه کنفرانس سازمان خواربار و کشاورزی، رأی به تعیین «روز جهانی جنگل» در ۲۱ مارس هر سال دادند. از سال ۲۰۰۷ تا ۲۰۱۲، مرکز تحقیقات جنگل‌های بین‌المللی (CIFOR) مجموعه‌ای از شش روز جنگل را برگزار کرد، که به همراه جلسات سالانه کنفرانس طرف‌های کنوانسیون چارچوب سازمان ملل متحد در مورد تغییرات اقلیمی برگزار شد. CIFOR این رویدادها را به نمایندگی و در همکاری نزدیک با سایر اعضای شراکت همکاری در جنگل‌ها (CPF) سازماندهی کرد. پس از سال بین‌المللی جنگل‌ها در ۲۰۱۱، روز جهانی جنگل‌ها به تصویب مجمع عمومی سازمان ملل متحد در ۲۸ نوامبر ۲۰۱۲ رسید.

### روز جنگل
کاتالیزور روز جنگل یک گفت‌وگوی غیررسمی در آکسفورد، انگلستان، در فوریه ۲۰۰۷ بود، بین دو دانشمند که احساس می‌کردند جهان اهمیت جنگل‌ها در کاهش انتشار کربن را دست کم می‌گیرد و نیاز مبرمی به آخرین تحقیقات و تفکرات جنگل‌شناسی برای آگاه‌سازی سیاست‌گذاران جهانی و مذاکره‌کنندگان کنوانسیون تغییرات اقلیمی سازمان ملل وجود دارد. آن‌ها پیش‌بینی نمی‌کردند که این کنفرانس به یکی از تأثیرگذارترین رویدادهای جهانی در زمینه جنگل‌ها و تغییرات اقلیمی تبدیل شود.

#### روز جنگل ۱: بالی، اندونزی (۲۰۰۷)

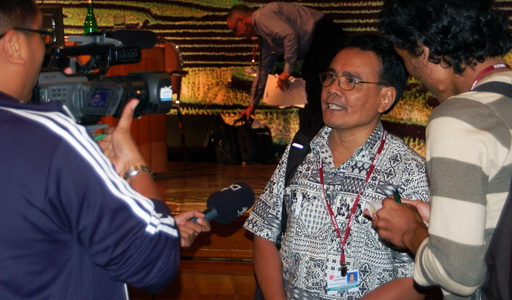
مصاحبه روزنامه نگاران با دانشمند مرکز تحقیقات بین‌المللی جنگلداری دانیل موردیارسو

در افتتاحیه روز جنگل یکی از رویدادهای اصلی کنفرانس طرف‌های کنوانسیون چارچوب سازمان ملل متحد در مورد تغییرات اقلیمی (UNFCCC) COP 13 در بالی، اندونزی در ۸ دسامبر ۲۰۰۷ بود. بیش از ۸۰۰ نفر در روز جنگل، از جمله دانشمندان، اعضای هیئت‌های ملی و نمایندگان سازمان‌های بین‌دولتی و غیردولتی شرکت کردند.
یک ویژگی اصلی روز جنگل، چهار بحث میزگرد موازی بود که بر موضوعات مشترک مرتبط با جنگل‌ها و تغییرات اقلیمی تمرکز داشتند. این بحث‌های پرمخاطب به مسائلی مانند تعیین مبناها و چالش‌های روش‌شناختی در برآورد کربن جنگل؛ چالش‌های بازار و حکمرانی مرتبط با کاهش انتشار ناشی از جنگل‌زدایی و تخریب جنگل (REDD+)؛ سازگاری با تغییرات اقلیمی؛ و تعادل‌های عدالت و کارایی پرداختند.
اجماع حاصل از زمینه‌های بحث‌ها شامل موارد زیر بود:
- در حالی که چالش‌های روش‌شناختی قابل توجهی وجود دارد که باید برطرف شوند، روش‌های کنونی به اندازه کافی «خوب» هستند تا بتوان با طراحی مکانیزم‌هایی برای کاهش انتشار گازهای گلخانه ای ناشی از جنگل‌زدایی و تخریب پیش رفت.
- چالش‌های مرتبط با حکمرانی بزرگ‌ترین خطرات را برای سرمایه‌گذاران بین‌المللی و ذینفعان محلی در زمینه مکانیزم‌های جدید به همراه دارند.
- سازوکارها باید ساده باشند و نباید اشتباهات مکانیسم توسعه پاک را تکرار کنند.
- موفقیت هر مکانیزم REDD+ به اراده سیاسی برای پرداختن به عوامل جنگل‌زدایی بستگی دارد، از جمله عواملی که فراتر از بخش جنگلداری منشأ می‌گیرند.
- تلاش‌های سازگاری باید از حالت واکنشی به حالت پیش‌بینی‌کننده تغییر کنند و باید بر روی آسیب‌پذیرترین افراد، از جمله افرادی که به جنگل‌ها وابسته‌اند، متمرکز شوند.

#### روز جنگل ۲: پوزنان، لهستان (۲۰۰۸)

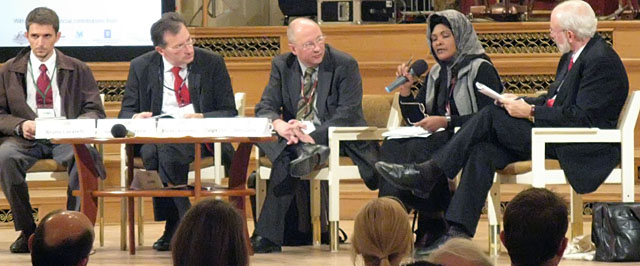
جلسه فرعی ۱ که توسط IUFRO, CIFOR, ICRAF و PROFOR-World Bank سازماندهی شد، موضوع فرابخشی «انطباق جنگل‌ها با تغییرات آب و هوایی» را مورد بحث قرار داد. اعضای پانل شامل (چپ به است): برونو لوکاتلی، CIFOR; گرهارد دیترل، بانک جهانی؛ Markku Kanninen, CIFOR; Balgis Osman-Elasha, IUFRO; و دنیس گاریتی، مرکز جهانی کشاورزی جنگلی (ICRAF).

با توجه به واکنش مثبت به اولین روز جنگل، روز جنگل ۲ که در تاریخ ۸ دسامبر ۲۰۰۸ در پوزنان، لهستان برگزار شد، نزدیک به ۹۰۰ شرکت‌کننده را گرد هم آورد تا دربارهٔ فرصت‌ها و چالش‌های گنجاندن جنگل‌ها در استراتژی‌های جهانی و ملی برای سازگاری و کاهش تغییرات اقلیمی بحث کنند.
شرکت‌کنندگان بر اهمیت گسترده اکوسیستم‌های جنگلی تأکید و خاطرنشان کردندکه جنگل‌ها یک شبکه وابسته از حیوانات، گیاهان و میکروارگانیسم‌ها را تشکیل می‌دهند که به‌طور مشترک طیف وسیعی از کالاها و خدمات را فراتر از ذخیره کربن ارائه می‌دهند. این شامل حفاظت از تنوع زیستی، تولید باران و محصولاتی است که برای معیشت مردم محلی وابسته به جنگل و جوامع بومی و همچنین برای اقتصادهای بسیاری از کشورها حیاتی هستند.
حاضران بر اهمیت بهره‌برداری از دانش و تجربه وسیع موجود در زمینه مدیریت پایدار جنگل (SFM) تأکید کردند و از مذاکره‌کنندگان خواستند تا در حین توسعه سیاست‌های اقلیمی با ذینفعان جنگل مشورت کنند.
فرانسیس سیامور، مدیر کل CIFOR، خلاصه‌ای از روز جنگل ۲را به ایوو د بئر، دبیر اجرایی کنوانسیون تغییرات آب و هوایی سازمان ملل (UNFCCC) ارائه داد. این خلاصه توسط کمیته‌ای که نماینده اعضای CPF بود، تهیه شده و شامل نقاط توافق و همچنین نقاط اختلافی بود که در طول روز به وجود آمد. سیامور بر نیاز به این امر تأکید کرد که:
- شامل کردن جنگل‌ها در مکانیسم‌ها و استراتژی‌های کاهش و سازگاری با تغییرات اقلیمی
- تضمین مشارکت کامل و حضور جامعه مدنی در فرآیندهای تصمیم‌گیری بین‌المللی، منطقه‌ای، ملی و محلی
- شناسایی و احترام به حقوق زنان، افراد فقیر و جوامع بومی

#### روز جنگل ۳: کپنهاگ، دانمارک (۲۰۰۹)
تقریباً ۱۵۰۰ ذینفع در روز جنگل ۳ که در تاریخ ۱۳ دسامبر ۲۰۰۹ در کپنهاگ، دانمارک برگزار شد، شرکت کردند. این افراد شامل ۳۴ اهداکننده، نمایندگان دولت، ۸۸ خبرنگار، ۵۰۰ نماینده NGO، رهبران بومی، ۱۸۸ نماینده بخش خصوصی و صدها دانشمند و متخصص جنگل بودند. هدف آن‌ها این بود که اطمینان حاصل کنند طراحی و اجرای اقدامات مرتبط با جنگل برای کاهش و سازگاری با تغییرات اقلیمی که در توافق تغییرات آب و هوایی در نظر گرفته شده، مؤثر، کارآمد و عادلانه باشد.
اگرچه کنوانسیون تغییرات آب و هوایی سازمان ملل (UNFCCC) نتوانست بر سر اهداف الزامی برای کاهش انتشار گازهای گلخانه‌ای توافق کند، اما پیشرفت قابل توجهی در مذاکره بر سر خطوط کلی یک مکانیزم REDD+ حاصل شد. توافق کپنهاگ که به وجود آمد، اولین توافق بین‌المللی بود که توصیه کرد منابع مالی برای حمایت از REDD+ جمع‌آوری شود. استرالیا، فرانسه، ژاپن، نروژ، بریتانیا و ایالات متحده یک بسته مالی به ارزش ۳٫۵ میلیارد دلار آمریکا برای آماده‌سازی REDD+ ارائه کردند.
علاوه بر این، یکی از شاخص‌های اهمیت روز جنگل – توانایی آن در جذب رهبران جهانی – در کپنهاگ مشخص شد. سخنرانان کلیدی در این رویداد شامل:
- راجندرا کی پاچائوری، رئیس هیئت بین دولتی تغییرات آب و هوایی
- وانگاری ماتای، بنیان‌گذار جنبش کمربند سبز و برنده جایزه نوبل
- گرو هارلم براندتلند، نخست‌وزیر سابق نروژ
- هیلاری بن، وزیر خارجه بریتانیا در امور محیط زیست، غذا و امور روستایی
- سر نیکلاس استرن، رئیس مؤسسه تحقیقاتی گرانتام در مورد تغییرات آب و هوا و محیط زیست.

بیل کلینتون، رئیس‌جمهور سابق ایالات متحده، از طریق ویدئو ظاهر شد و الینور اوستروم، برنده جایزه نوبل، در میان سخنرانان اصلی حضور داشت.